# Dane DeHaan
Dane William DeHaan (Allentown, 6 de fevereiro de 1986) é um ator americano. Ele é mais conhecido como Andrew Detmer no filme Chronicle de 2012, e como Harry Osborn em The Amazing Spider-Man 2.

## Vida pessoal
DeHaan nasceu em Allentown, Pensilvânia. Filho de Jeff DeHaan, um programador de computador, e Cynthia (nascida Boscia), uma executiva da Knolls Móveis. Ele tem uma irmã mais velha, Meghann. DeHaan estudou na Emaús High School (Emaús, Pensilvânia) por três anos, e mudou-se para a University of North Carolina School of the Arts em seu último ano. Ele se formou UNCSA em 2008. em 2012, casou com a atriz Anna DeHaan Wood.

## Carreira
DeHaan começou sua carreira nos palcos como substituto de Haley Joel Osment no renascimento de curta duração da Broadway American Buffalo. Em 2008, ele fez sua estreia na televisão, convidado para aparecer em um episódio de Law & Order Special Victims Unit e sua estreia no cinema em 2010 John Sayles 'Amigo'. Ele estrelou como Jesse na terceira temporada de In Treatment e interpretou Timbo na quarta temporada de True Blood.
Em 2012, DeHaan estrelou o filme de drama camcorder Chronicle, e como Cricket em Lawless (2012). Em 2013, ele estrelou como Lucien Carr, em Kill Your Darlings, com Daniel Radcliffe, um papel que teve considerável aclamação da crítica. Em 2014, Dane estrelou no filme The Amazing Spider-Man 2 como Harry Osborn.

## Filmografia
| Ano  | Título                               | Papel                     | Notas                                |
| ---- | ------------------------------------ | ------------------------- | ------------------------------------ |
| 2008 | Lei & Ordem: Unidade Especial        | Vincent Beckwith          | Série de TV; 10 Temporada Episódio 4 |
| 2010 | Amigo                                | Gil                       |                                      |
| 2010 | In Treatment                         | Jesse D'Amato             | Série de TV; 7 Episódio              |
| 2011 | True Blood                           | Timbo                     | Série de TV; 3 Episódios             |
| 2012 | Chronicle                            | Andrew Detmer             |                                      |
| 2012 | Lawless                              | Cricket Pate              |                                      |
| 2012 | Lincoln                              | Union Soldier             |                                      |
| 2013 | The Place Beyond the Pines           | Jason Glanton             |                                      |
| 2013 | Devil's Knot                         | Chris Morgan              |                                      |
| 2013 | Jack & Diane                         | Chris                     |                                      |
| 2013 | Kill Your Darlings                   | Lucien Carr               |                                      |
| 2013 | Metallica: Through the Never         | Trip                      |                                      |
| 2014 | Life After Beth                      | Zach Orfman               |                                      |
| 2014 | O Espetacular Homem-Aranha 2         | Harry Osborn/Green Goblin |                                      |
| 2015 | Life                                 | James Dean                |                                      |
| 2015 | Knight of Cups                       | Paul                      |                                      |
| 2016 | Two Lovers and a Bear                | Roman                     |                                      |
| 2017 | A Cure for Wellness                  | Lockhart                  |                                      |
| 2017 | Tulip Fever                          | Jan Van Loos              |                                      |
| 2017 | Valerian e a Cidade dos Mil Planetas | Valerian                  |                                      |
| 2019 | The Kid                              | Billy the Kid             |                                      |